# 笑いころげてたっぷり枝雀
『笑いころげてたっぷり枝雀』（わらいころげてたっぷりしじゃく）は、1982年10月から1983年9月まで毎日放送で放送された演芸番組。

## 概要
桂枝雀を主演に、桂南光（当時は「べかこ」）ら枝雀の弟子たちが総出演したもので、前半はゲストとの爆笑トーク、後半は枝雀の落語、エンディングは弟子たちによる「シャレでイングリッシュ」を披露していた。番組は公開収録形式で、大阪府吹田市の毎日放送千里丘放送センター内にあった「ミリカホール」を会場にして行われていた。なお、この会場は当時「枝雀亭」と呼ばれていた。
1982年10月からの半年間は関西ローカルで、土曜13時台に放送されていたが、1983年4月の改編で日曜13時台へ移動し、以来TBS系列全国ネット（当時フジテレビ系列とクロスネット局だったテレビ山口含む）とまた本番組開始前の3月にTBS系列を脱退し、4月にフジテレビ系列にネットチェンジした福島テレビで放送されるようになった。しかし、全国ネットでの放送はわずか半年で終了。番組自体もそのまま終了した。番組の終了後、同日曜13時台にはそれまで土曜12時台に放送されていた『クイズMr.ロンリー』が移動し、関西ローカルから全国ネットへと昇格した。

## 出演者
- 桂枝雀[1]
- 桂べかこ[1]
- 桂雀三郎[1]
- 桂雀松[1]
- 桂雀々[1]
- 桂九雀[1]
- 桂雀司[1]
- 桂む雀[1]
- 桂枝代（三味線）[1]